# Utique
Utique (àrab: اوتيك, Ūtīk) és una vila de Tunísia, a la governació de Bizerta, situada uns 36 km al sud-est de Bizerta i capçalera de la delegació homònima. Està situada al peu del Djebel Kochbata (al nord-oest) i a poca distància del jaciment arqueològic de l'antiga ciutat romana d'Útica, lloc que és a la vora del poble de Bou Chateur. La ciutat té al tomb dels 5.000 habitants i la delegació, uns 18.700 habitants al cens del 2004.
Immersa dins una zona de poblament andalusí, a uns 2 km d'Utique hi ha el lloc de Zhana o Zana, amb importants monuments que en testimonien l'empremta andalusina.

## Límits
La delegació limita a l'est amb la de Ghar El Melh i al nord amb la de Ras Jebel. Per l'est i sud confronta amb la de delegació de Kalaât El Andalous, ja a la governació d'Ariana.

## Útica
La ciutat d'Útica era un port, banyat per les aigües de la mar Mediterrània, però a partir del segle v els dipòsits al·luvials del riu Medjerda, que forma el límit oriental de la delegació d'Utique, van anar allunyant la línia de costa fins a la situació actual en què el mar es troba a uns 13 km de distància. El desplaçament de la línia de costa va provocar la progressiva decadència de l'antiga ciutat d'Útica.

## Administració
És el centre de la delegació o mutamadiyya homònima, amb codi geogràfic 17 60 (ISO 3166-2:TN-12), dividida en deu sectors o imades:
- Utique (17 60 51)
- Nouvelle Utique (17 60 52)
- Besbassia (17 60 53)
- El Houidh (17 60 54)
- EL Mabtouh (17 60 55)
- Aïn Ghelal (17 60 56)
- Sidi Othman (17 60 57)
- Bach Hamba (17 60 58)

Al mateix temps, des de l'11 de setembre de 2015 forma una municipalitat o baladiyya (codi geogràfic 17 24), constituïda pel decret governamental núm. 2015-1266.